# Bouteloua johnstonii
Bouteloua johnstonii är en gräsart som beskrevs av Jason Richard Swallen. Bouteloua johnstonii ingår i släktet Bouteloua och familjen gräs. Inga underarter finns listade i Catalogue of Life.